# Harewood Castle
Harewood Castle är ett slott i Storbritannien.   Det ligger i distriktet Leeds i grevskapet West Yorkshire i riksdelen England, i den centrala delen av landet, 280 km norr om huvudstaden London. Harewood Castle ligger 90 meter över havet.
Terrängen runt Harewood Castle är huvudsakligen platt, men västerut är den kuperad. Runt Harewood Castle är det mycket tätbefolkat, med 1 313 invånare per kvadratkilometer. Närmaste större samhälle är Leeds, 12,3 km söder om Harewood Castle. Omgivningarna runt Harewood Castle är en mosaik av jordbruksmark och naturlig växtlighet.